# Матвиенко, Денис Владимирович
Дени́с Влади́мирович Матвие́нко (род. 23 февраля 1979 года, Днепропетровск, Украина) — украинский артист балета, Заслуженный артист Украины. Премьер Мариинского театра, художественный руководитель балета Новосибирского оперного театра (2016-2020), с 2020 педагог АРБ им. А. Я. Вагановой (классический и дуэтный танец).
Единственный в мире обладатель четырёх Гран-При международных конкурсов артистов балета. Обладатель приза Вацлава Нижинского, премии «Душа Танца» в номинации «Звезда» и звания «Человек года 2013» в номинации «Деятель искусств года». Приглашённый солист Большого театра, New National Theatre (Токио), Ла Скала (Милан), Grand Opera (Париж), Американского театра балета (Нью-Йорк) и др.

## Семья
Денис Матвиенко — представитель 3-го поколения танцовщиков и хореографов. Дедушка и бабушка Дениса в молодости — танцовщики знаменитого ансамбля «Жок». Впоследствии дед Дениса, Клоков Георгий Павлович (1931—2010), Народный артист Украины, стал создателем и руководителем ансамбля «Дружба» (1960 по 1973), а далее — фольклорно-хореографического ансамбля «Славутич». Родители Дениса, Матвиенко Владимир Иванович и Наталия Георгиевна также были танцовщиками ансамбля «Славутич». Отец Дениса являлся главным балетмейстером Киевского Театра Эстрады (1988—1989), и главным балетмейстером Киевского государственного Мюзик-Холла (1989—1991).
Жена Анастасия Матвиенко, солистка Мариинского театра, дочь — Елизавета Матвиенко (27.01.2013). Сын - Степан Матвиенко. Сестра — Алёна Матвиенко, балетный продюсер.

## Биография
С 1989 по 1997 учился в Киевском государственном хореографическом училище в классе Валерия Парсегова.
«Валерий…растил в нас артистов, и в первую очередь — артистов думающих.»
Будучи воспитанником хореографического училища, в 17 лет Денис Матвиенко дебютировал на сцене Национальной оперы Украины в партии принца Дезире в балете «Спящая красавица». Время выпускного экзамена совпало со временем проведения IV Международного конкурса артистов балета в Люксембурге, в котором Денис планировал принять участие. И директор училища Татьяна Алексеевна Таякина пошла на беспрецедентный шаг — перенесла дату выпускного экзамена. И не ошиблась: на IV Международном конкурсе артистов балета в Люксембурге Денис получает Гран-При.
По окончании им училища, Дениса принимают солистом в труппу Национальной оперы Украины. Уже в июне 1997 года Денис Матвиенко стал премьером Национальной оперы Украины. Менее чем через год, в 1998 году, Денис Матвиенко получает Гран-При III Международного конкурса артистов балета им. Рудольфа Нуриева в Будапеште, ещё через год, в 1999 году — Золотую медаль и Приз Вацлава Нижинского на III Международном конкурсе современной и классической хореографии в Нагое (Япония).
В 2001 Денис получает приглашение от Мариинского театра (Санкт-Петербург, Россия), где становится ведущим солистом, и в течение одного театрального сезона исполняет ведущие партии в балетах «Дон-Кихот» и «Драгоценности», а также в премьерах балетов «Золушка» Алексея Ратманского и «Блудный Сын» Джорджа Баланчина.
С 2002 года Денис Матвиенко является приглашённым солистом в New National Theatrе (Токио, Япония) Но в 2003 году Денис возвращается в Национальную оперу Украины в качестве премьера. В 2005 Денис Матвиенко вместе с женой Анастасией Матвиенко решает принять участие в Х Московском Международном конкурсе артистов балета и хореографов и получает на конкурсе Гран-при, а Анастасия — Золотую Медаль.
Сразу же после конкурса Денис получает от руководства Большого театра в лице художественного руководителя Алексея Ратманского предложение перейти в труппу Большого театра в качестве премьера, но Денис принимает решение остаться в Киеве. И вновь создаёт прецедент, став в 2005 году первым с дореволюционных времён приглашённым премьером труппы Большого театра.
С 2007 Денис выступает в качестве «Guest principal» в таких театрах, как Teatro alla Scala (Милан, Италия) и Grand Opera (Париж, Франция) В 2007 г. по приглашению Фаруха Рузиматова, являвшегося на тот момент художественным руководителем балетной труппы Михайловского театра, Денис Матвиенко становится премьером Михайловского театра и переезжает в Санкт-Петербург. С марта 2009 года — премьер Мариинского театра.
С 2009 года Денис Матвиенко вместе с Николаем Цискаридзе, Марсело Гомесом, Иваном Васильевым, Гийомом Коте, Дэвидом Холбергом, Хосе Мануэлем Карреньо, Хоакином Де Луцем и Леонидом Сарафановым принимает участие в проекте «Короли танца».
В 2010 году премьеры Мариинского театра Денис Матвиенко и Леонид Сарафанов решают создать совместный проект. Для этого они привлекают хореографа Эдварда Клюга и композитора Милко Лазара. Премьера балета состоялась 19 июня 2010 года в Санкт-Петербурге. Балет получает множество хвалебных отзывов и опять прецедент: впервые в истории премии частный проект танцовщиков номинируется на получение самой престижной театральной премии России «Золотая маска» сразу в четырёх номинациях («Лучший спектакль», «Лучшая хореография», «Лучшая женская роль» и «Лучшая мужская роль») и получает «Золотую маску» в номинации «Лучшая мужская роль».
В ноябре 2011 года Денис Матвиенко по приглашению Министра культуры Украины Кулиняка М. А. становится Художественным руководителем балетной труппы Национальной оперы Украины. В это же время создает «Фонд поддержки искусств Дениса Матвиенко».
В апреле 2012 Денис Матвиенко вводит в репертуар НОУ сразу два одноактных балета: «Класс-концерт» Асафа Мессерера (постановка Михаила Мессерера) и Radio and Juliet Эдварда Клюга (первый в репертуаре театра балетом в стиле contemporary).
14 октября 2012 года Денис Матвиенко вместе с артистами балета НОУ приняли участие в заключительном показе украинской недели моды Ukrainian Fashion Week], что было ещё одним шагом на пути к популяризации балета на Украине.
В октябре 2012 года под руководством Дениса Матвиенко в НОУ началась работа над балетом «Баядерка» в редакции Наталии Макаровой. Балерина прилетела в Киев в январе 2013 года, премьера спектакля состоялась 14 февраля, став первой постановкой Макаровой на постсоветском пространстве. 6 декабря 2012 года на сцене Национальной оперы Украины прошла премьера балета Quatro.
27 марта 2013 года, в то время, когда Денис находился на гастролях в Лондоне, его имя на сайте НОУ перешло из раздела «руководство» в раздел «солисты балета», а в его биографии больше не указывалось о его руководящей должности. 8 апреля 2013 года Денис Матвиенко собрал пресс-конференцию, в тот же день на должность художественного руководителя балетной труппы НОУ была назначена Анико Рехвиашвили.
В декабре 2013 году вместе с композитором Константином Меладзе, хореографом Дуайтом Роденом и своей сестрой, продюсером Алёной Матвиенко приступил к работе над оригинальным балетом «Великий Гэтсби» (премьера состоялась в октябре (?) 2014 года).

## Награды
- 1997 год — IV Международный конкурс артистов балета в Люксембурге — Гран-при
- 1998 год — III Международный конкурс артистов балета им. Рудольфа Нуриева в Будапеште — Гран-при
- 1999 год — III Международный конкурс современной и классической хореографии в Нагое, Япония — Золотая медаль и Приз Вацлава Нижинского
- 2005 год — X Московский Международный конкурс артистов балета и хореографов- Гран-при
- 2008 год — Приз «Душа танца» в номинации «Звезда»
- 2009 год — Награждён нагрудным знаком Министерства культуры Республики Татарстан «За достижения в культуре»
- 2011 год — Лауреат Международной балетной премии DANCE OPEN в номинации «Лучшая пара»
- 2014 год — «Человек года 2013» в номинации «Деятель искусств года»

## Репертуар
- «Дон Кихот», хореография М.Петипа/А.Горского — Базиль
- «Дон Кихот», хореография Рудольфа Нуриева — Базиль
- «Спящая красавица» — Принц
- «Лебединое озеро» — Принц Зигфрид
- «Жизель»- Альберт
- «Кармен-сюита» Альберто Алонсо — Эскамилио (Тореадор), Хосе
- «Сильфида» — Джеймс
- «Баядерка» — Солор
- «Ромео и Джульетта», хореография Кеннета Макмиллана — Ромео
- «Ромео и Джульетта», хореография Леонида Лавровского — Ромео
- «Драгоценности», хореография Джорджа Баланчина — «Изумруды» и «Рубины»
- «Тщетная предосторожность» — Колен
- «Тема с вариациями», хореография Джорджа Баланчина
- «Блудный сын» Джорджа Баланчина — Блудный сын
- «Золушка», хореография Алексея Ратманского — Принц
- «Шопениана», хореография Фокина
- «Манон», хореография Кеннета Макмиллана — Де Грие
- «Раймонда» — Жан де Бриен
- «Корсар» — Конрад, Раб
- «Щелкунчик» — Принц
- «Три мушкетера» — Д’Артаньян
- «Спартак», хореография Юрия Григоровича — Спартак
- «Золотой Век», хореография Юрия Григоровича — Борис
- «Дама с камелиями», хореография Асами Маки — Арман
- «Спартак», хореография Георгия Ковтуна — Спартак
- «В Ночи», хореография Джерома Роббинса
- «Шурале», хореография Леонида Якобсона — Али Батыр
- «Этюды» — хореография Харальда Ландера
- «Конек-Горбунок», хореография Алексея Ратманского — Иван-дурак
- Radio and Juliet, хореография Эдварда Клюга
- Remanso — хореография Начо Дуато

## Интересные факты
- В одном из интервью легенда мирового балета Наталья Макарова сказала о Денисе Матвиенко: «Это Барышников, Нуреев и Годунов в одном лице. Такого явления в балете не было давно».
- За всю историю существования Международного конкурса артистов балета и хореографов в Москве Гран-При были удостоены Надежда Павлова, Ирек Мухамедов, Андрей Баталов и Денис Матвиенко.